# Taxpayer March on Washington
Taxpayer March on Washington var en demonstration som ägde rum i Washington, D.C. i USA den 12 september 2009.
Demonstrationen var riktad mot big government och som en protest mot USA:s president Barack Obamas politik med bland annat skattehöjningar, ökad byråkrati och regleringar samt införande av Obamacare.